# Digital Hardcore
Digital Hardcore (kurz DH oder DHC) war ursprünglich der Name des von Alec Empire gegründeten Musik-Labels Digital Hardcore Recordings und wurde später zur Bezeichnung für die gesamte Musikrichtung, unter der sich die Bands dieses Labels vereinten.

## Stil und Texte
Die Musik wird größtenteils elektronisch erzeugt, meistens mit alten Computersystemen, z. B. Atari, C64 und Amiga, allerdings werden seit der Jahrtausendwende auch klassische E-Gitarren verwendet (Bsp: Alec Empire - „Kiss of Death“, Rabbit Junk - „U-lock Justice“, Left Spine Down - „Prozac Nation“). Digital Hardcore enthält viele Elemente, die auch im Hardcore-Punk, Metal, Electropunk, Electronica, Hardcore Techno, Gabber, Hip-Hop, Drum and Bass, Breakcore und Breakbeat zu finden sind. Allerdings lässt sich das Genre nicht auf diese Einflüsse limitieren, da Experimente im Fokus stehen. Die Texte haben oft eine politische Ausrichtung und sind teilweise anarchistisch, antifaschistisch und feministisch geprägt, wobei dies hauptsächlich auf die Bands der 1990er Jahre zutrifft. Vor allem nach der Jahrtausendwende wurden die Texte thematisch vielfältiger.

## Unterschiede zu anderer Richtungen des Punk und der elektronischen Musik
- Die Musik definiert sich über die Sampletechnologie der 1990er Jahre. Ausschlaggebend ist der Schnittpunkt von Hardcore-Techno, Drum and Bass und Breakcore zu Punk und Metal sowie zur elektronischen E-Musik. Einer der wichtigsten Unterschiede zu den Subgenres von Techno ist bei Digital Hardcore die Weltanschauung, aus der heraus die Musik produziert wird. Während die Technosubgenres immer eine bestimmte Funktionalität haben (zu 99 % DJ-Material für die Tanzfläche in Clubs oder bei Raves), ist Digital Hardcore ein persönliches Ausdruckssmedium von Künstlern. Bei Digital Hardcore steht die Persönlichkeit und die Weltsicht der Musiker im Vordergrund. Die Musik wird von Bands oder Solokünstlern geschaffen. Bei Techno bleibt der Produzent im Hintergrund und die Mehrzahl der an der Produktion beteiligten Personen bleibt namenlos oder ist nur für die DJs erkennbar.  Bei Digital Hardcore-Konzerten treten Bands auf, die wie typische Hardcore-, Punk- und Metalbands ihre Musik live spielen. Auch treten Digital Hardcore-Bands eher auf Punk- und Metalfestivals als auf Raves auf. Digital Hardcore konnte Ende der 1990er ein breiteres Publikum erreichen und begeisterte viele Musiker wie Björk, Beastie Boys, Rage Against the Machine, The Prodigy, Dave Grohl oder Beck.
- Bei Digital Hardcore waren seit Beginn der Bewegung weibliche Musiker fest involviert im Unterschied zu Techno und den verschiedenen Subgenres, wo Männer die Szene beherrschen.
- Digital Hardcore hat außerdem Noise in seiner reinsten Form (White Noise) als elementaren Sound integriert.

## Verbreitung
Mitte der 1990er Jahre waren die Zentren dieser Musik in Berlin und London. Später fand sie viele Anhänger in Japan, Brasilien, Australien und den USA. Ende der 1990er Jahre verschwand die deutsche Digital-Hardcore-Szene mehr und mehr. Die Aktivitäten verlagerten sich stärker auf die USA. In Osteuropa, vor allem in Polen und Belarus, entstand gleichzeitig eine eigene Szene.

## Bekannte Vertreter (Auswahl)
- Alec Empire
- Ambassador21
- Atari Teenage Riot
- Bass Terror Crew
- Bomb 20
- Carl Crack
- Cobra Killer
- DJ Moonraker
- EC8OR
- Fidel Villenauve
- Hanin Elias
- Left Spine Down
- Nic Endo
- Patric Catani
- Schizoid
- Takeshi Ueda
- The Mad Capsule Markets
- The Shizit
- Ultramerda

## Labels (Auswahl)
- Aklass Records (Neuseeland)
- Ambush Records (GB)
- C8.com Records (USA)
- D-Trash Records (Kanada)
- Digit Recordings (Kanada)
- Digital Hardcore Recordings (Großbritannien)
- Here’s My Card Records (Kanada/Großbritannien)
- Invasion Wreckchords (Belarus)
- SickMODE Networks - Music for the 21st Century Punk
- Widerstand.Org (Deutschland)